# Опустевший город
«Опустевший город» (англ. Reign over me) — драматический фильм режиссёра Майка Байндера, вышедший в 2007 году.

## Сюжет
У Алана Джонсона есть и прекрасная жена, и две дочери и любимая работа дантиста. Однако он чувствует себя ущемлённым. Ему некому поведать о своих проблемах, пока однажды он не встречает своего старого соседа по общежитию Чарли Файнмана. Они становятся друзьями. Чарли ведёт жизнь ребёнка: слушает музыку, играет в видеоигры и смотрит фильмы. Вопросы о семье он встречает агрессией. Семья Чарли погибла после теракта 11 сентября 2001. Алан решает помочь другу вернуться к нормальной жизни. Он пытается отвести его к психологу, но ничего не выходит. Тогда он решает действовать обманным путём, попросив о помощи знакомого психолога притвориться его другом и подойти к ним в любимом месте Чарли — магазине виниловых пластинок. Но Чарли не поддаётся воздействию со стороны и сразу распознаёт в «знакомом» Алана психолога. С другой стороны родители погибшей жены давят на Чарли с тем, что он совсем забыл о их дочери и внучках и требуют помещения его в психбольницу. Так или иначе жизнь каждого поменяется совсем в другую сторону.

## В ролях
| Актёр              | Роль              |
| ------------------ | ----------------- |
| Адам Сэндлер       | Чарли Файнман     |
| Дон Чидл           | Алан Джонсон      |
| Джада Пинкетт Смит | Жанин Джонсон     |
| Лив Тайлер         | Энджела           |
| Саффрон Берроуз    | Донна Ремар       |
| Дональд Сазерленд  | судья Рэйнс       |
| Клейн Роберт       | Джонатан Тимплмен |
| Мелинда Диллон     | Джинджер Тимплмен |
| Майк Байндер       | Брайан Шугармен   |
| Тед Рэйми          | Питер Саравино    |

## Саундтрек
| Композиция               | Автор                                       | Исполнитель     |
| ------------------------ | ------------------------------------------- | --------------- |
| «Love, Reign O'er Me»    | Пит Таунсенд                                | Pearl Jam       |
| «Simple Man»             | Грэм Нэш                                    | Грэм Нэш        |
| «Out in the Street»      | Брюс Спрингстин                             | Брюс Спрингстин |
| «Drive All Night»        | Брюс Спрингстин                             | Брюс Спрингстин |
| «The Birds of St. Marks» | Джексон Браун                               | Джексон Браун   |
| «Stop Your Sobbing»      | Рэй Дэвис                                   | The Pretenders  |
| «Payback»                | Али Ди и Майкл Клейн                        | Люси Клейн      |
| «Flesh Eater»            | Дэнни Притчетт, Скотт Страс и Брайан Фуллер | Diminished      |
| «Hoop-Dee-Doo»           | Фрэнк Лессер и Милтон Делагг                |                 |
| «I Ain't Got Nobody»     | Роджер Грэм и Спенсер Уильямс               |                 |
| «Burt in Shower»         | Джон Моррис                                 |                 |
| «No Trouble»             | Шон Барри                                   | Шон Барри       |
| «You're a Shadow»        | Марк Кон                                    | Марк Кон        |
| «Love, Reign O'er Me»    | Пит Таунсенд                                | The Who         |
| «I'm Old Fashioned»      | Джером Керн и Джонни Мерсер                 |                 |